# Endre Fülei-Szántó (Linguist)

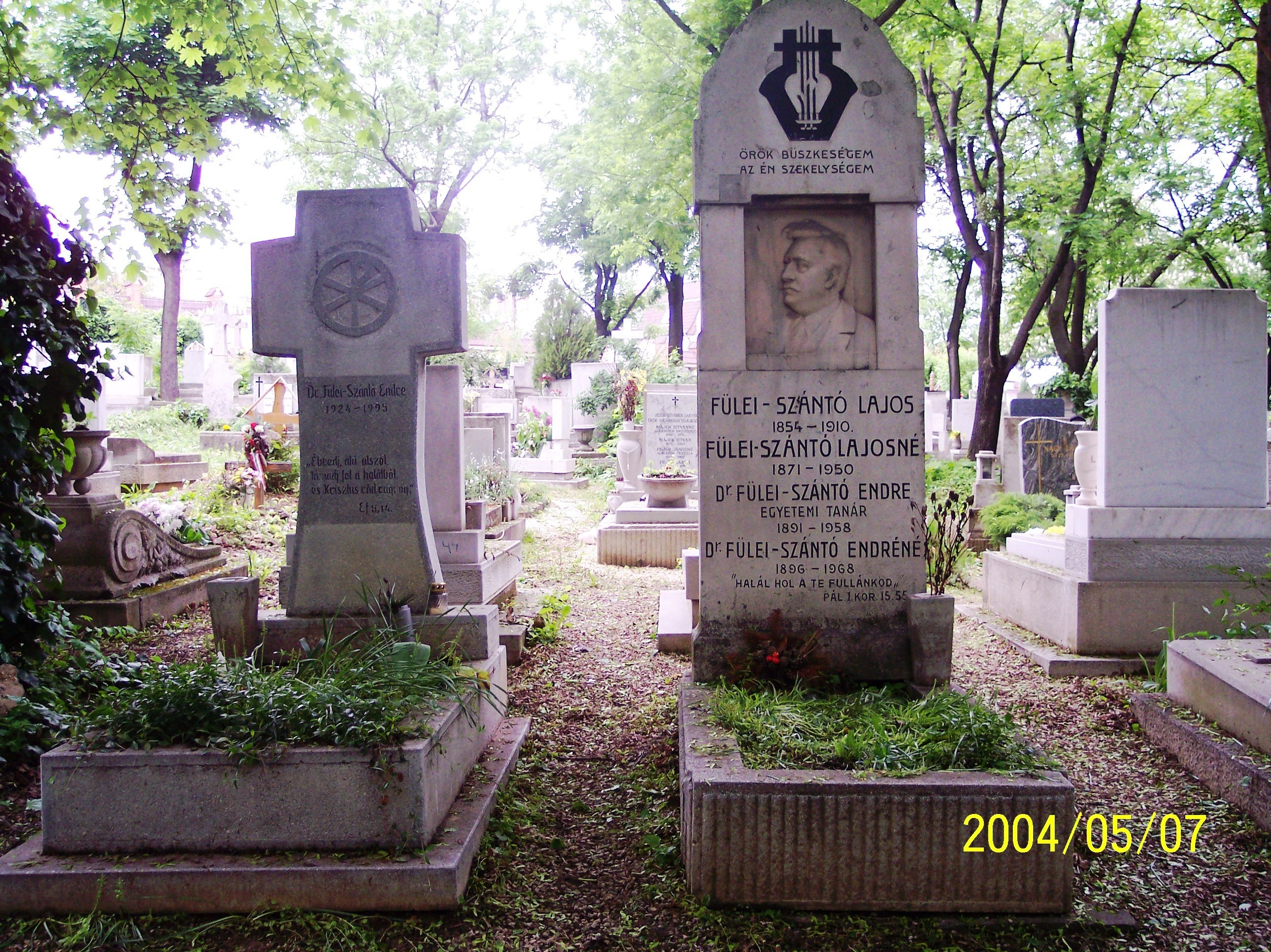
Grab von Endre Fülei-Szántó und dessen Eltern und Großeltern auf dem Farkasréti-Friedhof, Budapest. 2021.

Endre Fülei-Szántó (* 28. September 1924 in Budapest; † 16. Januar 1995 in Pécs) war ein ungarischer Linguist und Universitätsprofessor.

## Werdegang
Sein Vater Endre Fülei-Szántó (1890–1958) war Jurist, Universitätsprofessor und Schriftsteller aus Siebenbürgen. Seine Mutter war literarische Übersetzerin. Seine Eltern wurden 1951 deportiert und sein Vater inhaftiert.
Endre Fülei-Szántó besuchte das Piaristengymnasium in Budapest und machte im Jahr 1942 seinen Abschluss. Im Jahr 1944 war er Jurastudent, 1948 promovierte er an der Eötvös-Loránd-Universität in Rechts- und Staatswissenschaften.
In den Jahren 1944–1945 war er Mitglied des Widerstandes und leistete, zunehmend verzweifelt, politische Arbeit in der Jugendgruppe der Kleinlandwirtepartei. Er absolvierte ein Studium der Philosophie und Psychologie, erwarb einen Magister in Französisch und studierte zwei Semester Wirtschaftswissenschaften. 1948 wurde er verhaftet. Zwischen 1948 und 1956 war er acht Jahre im Gefängnis Vác inhaftiert. Er wurde mit vielen anderen in eine Zelle gesteckt, darunter waren die Angeklagten des Rajk-Prozesses und auch Veteranen des Spanischen Bürgerkriegs. So lernte er im Gefängnis Spanisch bei Pál Ignotus, József Hatvany, László Mátyás und dem Journalisten Béla Szász (1910–1999). Nach seiner Entlassung arbeitete er sechs Jahre lang als Hilfsarbeiter. Im Jahre 1962 wurde er an der Karl-Marx-Universität als Sprachlehrer zugelassen. Er unterrichtete Deutsch, Spanisch, Französisch und Englisch am Spracheninstitut der Wirtschaftsuniversität Budapest. Er graduierte 1965 an der Eötvös-Loránd-Universität mit einem Abschluss in Spanisch als Sekundarschullehrer und 1983 mit einem Abschluss in Englisch als Sekundarschullehrer. Seine Grade Kandidat der Wissenschaften erhielt er 1971.
Seit 1982 war er Professor am Lehrstuhl für ungarische Sprache an der Janus-Pannonius-Universität. Zwischen 1986 und 1990 war er Gastprofessor an der Universität Bukarest. Er organisierte und leitete zahlreiche internationale und nationale Konferenzen und Kurse und hielt Vorträge. Seit 1991 war er Co-Präsident der PEK (Vereinigung der politischen Gefangenen: 1945–1956) und seit 1992 Mitglied des Vorstands. Er war Vorstandsmitglied des Weltverbandes der Ungarn. 1992 wurde er zum Ehrenpräsidenten der Spanisch-Ungarischen Freundschaftsgesellschaft in Pécs gewählt. 1993 wurde er zum Präsidenten der HONT (Internationaler Verband der Lehrer für Ungarische Studien) gewählt.
Im Jahr 1994 wurde er als Professor an der JPTE emeritiert. Seine akademischen Interessen umfassten allgemeine Linguistik, Philosophie (Ethik), Psycholinguistik, Sprachpädagogik und Literatur. Sein Hauptinteresse in der Linguistik (Sprachtheorie und -philosophie) und im Sprachunterricht galt der Sprache, dem kommunikativ-utilitaristischen Ansatz und der Unterordnung von Aspekten der Sprachstruktur unter diesen Ansatz. Gleichzeitig zeigte er auch ein reges Interesse an Literatur und Kunst. Im Jahr 1992 wurde er noch zu Lebzeiten mit dem Verdienstorden der Republik Ungarn ausgezeichnet. 1995 wurde er posthum mit dem János-Csere-János-Apáczai-Preis ausgezeichnet. Am 19. März 2005 wurde er posthum mit dem Ungarischen Kulturerbe-Preis ausgezeichnet.

## Familie
Der Großvater Lajos Fülei-Szántó war Schriftsteller, Dichter, Publizist. Sein Urgroßvater war Handwerksmeister, lernte in Deutschland und kehrte dann in seine Heimat Odorheiu Secuiesc zurück.
Aus seiner ersten Ehe mit Olga Frigyesy stammen zwei Kinder.

## Schriften (Auswahl)
- Daten aus 112 Publikationen von Endre Fülei-Szántó. OSZK-Katalog[11]
- Vollständige Liste und Details zu seinen Veröffentlichungen. (in Ungarisch)[12]
- Er hat 71 Arbeiten auf Ungarisch, 12 auf Deutsch und 4 auf Spanisch veröffentlicht.
- Német nyelvkönyv középhaladók részére. (Deutsches Sprachbuch für Mittelstufenschüler) Budapest. Tankönyvkiadó, 1966.[13]
- Theory of Teaching Material and Modern Teaching Materials In: Modern Linguistics and Language Teaching (International Conference Bp., 1–5 April 1971): 77–87, Akadémiai Kiadó, Bp. 1975.[14]
- „Impositive sentences in Spanish. Theory and description in linguistic pragmatics“. Henk Haverkate, Amsterdam: North-Holland Publishing Company, 1979.
- ”Congressus internationalis Fenno-Ugristarum „Congressus internationalis Fenno-Ugristarum“ Tractationes participantium Hungarorum sectiorum linguisticarum Congressus VI. internationalis Fenno-Ugristarum „Tractationes participantium Hungarorum sectiorum linguisticarum Congressus VI. internationalis Fenno-Ugristarum“ Budapest. Akadémiai Kiadó., 1984.
- Just, Economica, Linguistica In: Sprache und Information (Wirtschaft) Attikon Verlag (Hrsg.: Theo Bungarten) Hamburg, 1988.
- Fortress in captivity: the psychological adventures of a visiting teacher in the Balkans. Pécs Baranya M. Kvt., (Pécs Molnár) 1993). (in Ungarisch)
- Model S—O (strukture – operacije) In: Aktivne metode i moderna pomagala u nastavi stranih jezika (Predavanja i referati održani na 10. Kongresu FIPLV u Zagrebu, 5–9. 4. 1968.) (Ed.: Rudolf Filipović): 511–518, Školska Knjiga, Zagreb 1971.
- Ein Versuch der logischen und grammatischen Beschreibung der Modalität in einigen Sprachen In: Papers from the International Symposium on Applied Contrastive Linguistics (Stuttgart, October 11-13, 1971) (Ed. Gerhard Nickel): 141–156, Cornelsen – Velhagen & Klasing, Bielefeld 1972.
- Hegedűs József: Modern Linguistics and up-tu-date Teaching Materials In: FIPLV–TIT Kongresszus, 1971. április 3.)
- Genre und Struktur der Kommunikation in der Wissenschaftlichen Thematik In: ZBORNÍK z konferencie „Aktuálne problémy modernej cudzojazyčnej výučby u dospelých“ (7–8. marec 1974.): 191–199, Bratislava, 1974.
- Kontrastieve Beschreibung der deontischen Modalität im englischen und spanischen Sprachsystem In: Applied contrastive Linguistics (Association internationale de Linguistique Appliquee third Congress, Copenhagen 1972) (Ed. G. Nickel): 110–119, Julius Groos Verlag, Heidelberg 1974.
- Theory of Teaching Material and Modern Teaching Materials In: Modern Linguistics and Language Teaching (International Conference Bp., 1–5 April 1971): 77–87, Akadémiai Kiadó, Bp. 1975.
- Ungarisch-Deutsche, Ungarisch-Englische, Ungarisch-Französische Glossare für Ungarisch für Ausländer, Bände I-II. Budapest. Tudományos Ismeretterjesztő Társaság. (Gesellschaft für Verbreitung der wissenschaftlichen Erkenntnisse. (Ungarn) 1977.[15]
- The use of songs in teaching english In: Proceedings of the second conferenc on speech orientated elt (Ed’s: József G. Bognár and Andrew C. Rouse): 213–221, JPTE Pécs, 1985.
- Distorted Communication with Different Ethical Presuppositions In: Contact + Confli(c)t II (Symposium C + C II 2–5/VI/1982) (Ed. Peter Nelde) Brussel – Bruxelles 1982.
- Deontic operators in action sentences In: Anglisztikai napok ’85, Annual conference in english and american studies in Hungary (Pécs, 1985. január 28–30.): 55–56, Pécs, 1985.
- Der Zusammengesetzte Satz im Lehrmaterial In: Iral-Sonderband (207–214.) Heidelberg 1972.
- La gramática generativa y la enseńanza del espańol In: Boletin de AEPE No. 8. Madrid 1973.
- Generative Grammar and Teaching Materials In: Comenius Emlékkönyv Bratislava 1973.
- Oraciones nucleares en alemán, inglés, espańol y húngaro YELMO – Rev. del profesor de espańol 1973. No. 14. Madrid 1973. In: Actas del internacional de Estudios Hispánicos (277–283.) Bp. 1976.
- Grundstrukturen der kommunikativen Situationen In: Kommunikative und funktionale Sprachbetrachtung (162-168.) Halle, 1978.
- Interjektionen als kommunikative Einheiten In: Kommunikative–funktionale Sprachbetrachtung, Band 1. (87–91.) Halle 1981.
- Die Spieltheorie und ihre Besichtigung bei der Stoffauswahl für die sprachliche Ausbildung ausländischer Geraminstikstudenten In: Sammelband Herder Institut (35–40.) Leipzig, 1982.
- Plurilingua – Gegenwärtige Tendenzen der Kontaktlinguistik, Dümmler, Bonn 1983. – Könyvismertetés In: Germanistische Mitteilungen, Brüssel 19. 1984 (93–95.)
- Typological Aspects of Auxiliary Verbs In: Proceedings of the 14 International Congress of Linguistics (2361–2363.) Berlin 1987.
- Un unavoidable „seme“ (meaning-element) in Componential Analysis In: Revue de Linguistique Roumaine C.I.T.A. XXVI. 1. (33–43.) Bukarest 1988.
- Endre Fülei-Szántó – Ferenc Meláth. Német társalgás (Deutsche Konversation). Reihe (Lass uns Sprachen lernen!, 0133-1094) 1. Auflage: 1989. 9. Auflage. 2001. Budapest. Nemzeti Tankönyvkiadó. (Nationaler Lehrbuchverlag.)
- Német társalgás. (Deutsche Konversation). (Co-Autor Ferenc Meláth) Budapest. Nemzeti Tankönyvkiadó Vállalat. Ausgabe 10. 2009.[16]
- There Ranks of Action-guiding Rules in Natural Languages In: Revue de Linguistique Roumaine 1988. Tom. XXXIII. N.5. (Sept.–oct.) Bukarest 1988.
- Trans-, anti- und meta- (Philosophische Prefixe der Bedeutungsschaffung in der Dichtung von Paul Celan) In: Neue Literatur, Zeitschrift des Schriftstellerverbandes der Republik Rumänien, 1988. Nr. 6. (56–58.) Bukarest 1988.

## Mitgliedschaften
- Mitgliedschaften. Quelle aus.[6]
- Gesellschaft für Verbreitung der wissenschaftlichen Erkenntnisse. (Ungarn) Rat für Fremdsprachenunterricht
- Internationale Vereinigung der Lehrer für Ungarologie
- Spanisch-Ungarischer Freundschaftsverein
- International Federation of Language Teacher Associations
- Internationale Deutschlehrerinnen- und Deutschlehrerverband
- International Association of Teachers of English as a Foreign Language
- Asociación Europea de Profesores de Español